# Ngoungoum II
Ngoungoum II est un village de la région du Centre du Cameroun, situé dans la commune de Makak. 

## Population et développement
En 1962, la population de Ngoungoum II était de 378 habitants. La population de Ngoungoum II était de 119 habitants dont 90 hommes et 109 femmes, lors du recensement de 2005.     